# Episyrphus perscitus
Episyrphus perscitus är en tvåvingeart som beskrevs av He och Chu 1992. Episyrphus perscitus ingår i släktet flyttblomflugor, och familjen blomflugor. Inga underarter finns listade i Catalogue of Life.